# 妙麗·格蘭傑
妙麗·格蘭傑（英語：Hermione Granger）是英國作家J·K·羅琳的奇幻小說《哈利波特》系列中的虛構登場人物。她首次出現於1997年出版的小說《哈利波特－神秘的魔法石》中，當時她是一年級新生，坐在前往霍格華茲的火車上。一開始，她跟哈利·波特和榮恩·衛斯理沒什麼交情，直到哈利跟榮恩在女生廁所中將她從山怪的手下救出。自此，三人結交為摯友。妙麗經常用她的機智、百科全書般的知識，在危急情況下提供協助。羅琳曾表示，在妙麗的刻苦學習下，可以看出她缺乏安全感和害怕失敗的特質。
從2001年的《神秘的魔法石》到2011年《哈利波特－死神的聖物2》的八輯哈利波特系列電影中，妙麗的角色都是由艾瑪·華森飾演，這個角色是該系列中的女主角及三個核心角色之一，並擁有高人氣。在2016年由《好萊塢報導》於好萊塢專業人士裡進行的一項民意調查中，她獲選為有史以來最佳的女性角色，妙麗·格蘭傑於《被詛咒的孩子》中成為了當時的魔法部部長。

## 角色構思
妙麗·格蘭傑的英文全名為妙麗·珍·格蘭傑（Hermione Jean Granger），其簡體譯名為赫敏·简·格兰杰。她是麻瓜出身的葛來分多學院學生，她跟哈利·波特和榮恩·衛斯理成為了摯友。該系列小說的作者羅琳表示她出生於1979年9月19日，當她進入霍格華茲的時候，將近12歲。妙麗於學業上表現出色，羅琳將其描述為「非常有邏輯、正直和善良」的角色。羅琳補充，妙麗的父母是兩名麻瓜牙醫，他們對於自己古怪的女兒有點困惑，但「仍然為她感到驕傲」。他們對於魔法世界的事瞭若指掌，並跟她一起參觀了斜角巷。妙麗是一名獨生女，然而羅琳於2004年的一次採訪中透露，她本來安排妙麗會有一個親姊妹，但最後這個姊妹並沒有出現，是因為羅琳寫作過程中，發現要介紹這個角色的時間點「可能為時已晚」。羅琳敘述露娜·羅古德的個性為和妙麗完全相反，即相比妙麗的邏輯性思考和根據事實的個性, 露娜相當天馬行空。
羅琳在受訪時曾表示妙麗這個角色是以她自己作為藍本，指妙麗這個角色較為像她：「我本來塑造這個角色時，沒有打算讓妙麗跟我相似，但她某部分的性格有點像我。她是我年輕時候的誇張版。」這也是「我自己11歲時的縮影」。她回憶起她年輕時被稱為「無所不知的小孩（little know-it-all）」。此外，她曾經表示過，表示，妙麗跟她自己不同點，是在妙麗刻苦學習的背後，「有很多的不安全感和對失敗的極大恐懼」。最後，根據羅琳的說法，除了阿不思·鄧不利多之外，妙麗的聰慧和百科全書般的知識（大家都叫她「萬事通」），協助解釋哈利波特世界的情節。羅琳還表示，她的女權主義良心被妙麗拯救了出來，「她是她的年紀裡最聰明的女巫」，也是一個「非常堅強的女性角色」。同時她也很受師長的信任，連校長阿不思·鄧不利多都對哈利波特說「我恐怕是依靠格蘭傑小姐讓你慢下來」。

## 命名
妙麗（Hermione）這個名字的命名來源，是取自威廉·莎士比亞的著作《冬天的故事》中的一個角色，即貞潔又美麗的西西里王后，儘管羅琳說這兩個角色在其他方面幾乎沒有共同點。羅琳表示她希望這角色的名字與眾不同，因為若更少的女孩分享她的名字，便會有更少的女孩因此而被取笑，而「對於一對專業的牙醫，他們會喜歡證明自己有多聰明」。妙麗原本的姓氏為「帕高（Puckle）」，然而羅琳認為這個姓氏「根本不適合她」，所以「格蘭傑（Granger）」這個不那麼輕佻的姓氏就因此出現於小說和電影中。
妙麗這個名字的另一個原始起源為古希臘神話十二主神裡的「赫密士（Hermes）」，其擁有擁有穿越神界和凡間的能力，暗示著麻瓜出身的妙麗可以於巫師世界與麻瓜世界來去自由。若依照英語國際音標（/hərˈmaɪ.əni ˈdʒiːn ˈɡreɪndʒər/）的念法，其中文音譯應為赫买厄尼·珍·格蘭傑 。繁體中文之所以譯成「妙麗」，是譯者為了配合全書的翻譯風格——大部分角色的名字只翻譯成兩個字（哈利、榮恩、跩哥、奈威、金妮、露娜、西莫、文妲等......）使讀者簡單易懂，所以只揀選了「Hermione」中的「mione」翻譯成「妙（mio）麗（ne）」，也因為其英文發音「my-oh-nee」和「my only」讀音非常相似，具有浪漫感。然而這個名字的英語發音一直是讀者最常見的問題，羅琳於《火盃的考驗》的小說中，安排妙麗教導她的舞伴維克多·喀浪怎樣正確發音她的名字（但沒有完全成功），其本人所表示的簡易念法為「her-my-oh-nee」。有粉絲理論認為J.K.羅琳安排妙麗使用這個唸法，是刻意要讓喀浪唸成「Her-My-Own」，意指「她是屬於我的」，最終獲得羅琳的證實。

## 角色性格與特徵

### 外觀上
在小說中，妙麗被描述為有一雙棕色的眼睛和一頭「濃密蓬鬆的棕色頭髮」。她牙齒前方有一對兔子似的大門牙，說話時帶著一種盛氣凌人的感覺。在中因跩哥·馬份和哈利的衝突，意外被馬份所施展的咒語影響下不受控制地成長。後來龐芮夫人於校內的醫院側翼裡照顧她，並應其要求把她的牙齒縮小至跟她的嘴巴相匹配的正常大小。在電影中，她的頭髮沒有那麼濃密，而且她的牙齒總是很整齊的。
關於在小說中對妙麗的膚色為何存在著爭議，有些人引用《阿茲卡班的逃犯》中的一句話作為證據：「妙麗白色的臉從樹後伸出來」。他們認為那是對其膚色的直接描述。其他人將其解釋為說明相對於她平時膚色，由於她看著哈利·波特試圖把鷹馬巴嘴從處決中拯救出來時的惶恐和焦慮而來的蒼白。羅琳本人表示妙麗的膚色變白了是因為她「在震驚之後使她花容失色」。相反，另一種描述也可以引用早期的《阿茲卡班的逃犯》：「他們倆都在那兒，坐在伏林‧伏德秋雪糕店的外面，榮恩滿臉雀斑，妙麗整個人都很棕色，兩人都瘋狂地朝他揮手。」有些人聲稱那是對她膚色的直接描述，而另一些人則聲稱那是對暑假期間曬黑了結果的相對描述。
她在小說剛出場時並不算特別漂亮（然而在第四輯電影裡就讓眾人為其美貌而驚嘆）。

### 性格上
妙麗最突出的特質包括其驚人的才智和聰明伶俐。她頭腦冷靜、喜歡讀書，而且思考相當注重邏輯。妙麗是一個喜好鑽研學術及無所不知的女孩，認為世上所有一切的解釋與答案，全部都在書本裡以及圖書館中。她於整個系列中，經常使用圖書館資源和教授們教導過的技能來收集擊敗「黑魔王」—佛地魔的必要訊息。每當有疑問的時候，她總是轉向到學校圖書館求助，羅琳曾說她比哈利與榮恩都還要聰明，因此有時行事顯得獨斷獨行。但她相當盡責，並且忠於她的朋友，是一個值得信賴的人。羅琳說妙麗是個「永不脫離正軌的人；她總是把注意力集中在必須完成的工作上」。儘管妙麗聰明伶俐，羅琳指妙麗於個性上「有很多脆弱之處」，像是因不安全感，導致其過度努力想把事情控制在軌道上。在表面的自信之下，妙麗常覺得自己是不足的。因此，她想在每件事上都做到最好，這樣的個性有時會激怒旁人。她在課堂上勇於表現自己，因此在某些特定時期被眾人孤立。在《阿茲卡班的逃犯》尾聲的黑魔法防禦術考試中，妙麗透露其最大的恐懼。這恐懼是幻形怪變成麥教授後，告訴妙麗她所有的考試都不及格。
妙麗是個極富有同理心和樂於助人的女孩，特別是對於較弱勢的族群。例如奈威·隆巴頓、幼小的一年級學生、家庭小精靈、麻瓜出身的伙伴、如海格般的半巨人，以及如路平教授般的狼人。羅琳透露在最後一本書出版後，妙麗在魔法部的工作，是為著受到壓迫和被剝奪權利的人（如麻瓜出身者和家庭小精靈）爭取權利。妙麗對她的朋友非常重視，也非常保護，以至於羅琳提出，若妙麗於意若思鏡照過，她會看見哈利、榮恩和她自己還活著，而佛地魔被打敗了。妙麗也學會了忽略跩哥·馬份等欺凌者對她所說的話，並經常阻止哈利及榮恩進行報復行為，而是設法智勝。她接受了自己作為麻瓜出身女巫的身份，並在《死神的聖物》中指她是「麻種並以此為榮」。

## 魔法天賦
在整個故事系列中，妙麗於霍格華茲就讀期間屬於葛萊分多學院，雖然是麻瓜出身但天賦異稟又勤奮好學。甚至在她去霍格華茲接受魔法教育之前，就已經成功地試過了幾道簡單的咒語；在霍格華茲老師們和同齡學生眼中，妙麗都是非常有才能且最出色的女巫，是「魔法學校的高材生」。曾經在三年級教導過妙麗黑魔法防禦術的教授雷木思·路平，曾指妙麗是他見過的最聰明的小女巫（而事實上，雷木思曾經和同樣非常出色的莉莉·伊凡一同在霍格華茲教授魔法教育）；奇獸飼育學的教授魯霸·海格也曾說過，「...而且他們也還沒發明出一個我們妙麗學不會的咒語」。她被描繪成一個才華橫溢的年輕女巫，羅琳曾評價妙麗為「天才的分界線」上的人，也是霍格華茲同年級中最有才能的女巫。雷木思·路平在妙麗揭露他是個狼人之後便曾讚道：
|  | 你是我見過的最聰明的小女巫，妙麗。 |

妙麗的魔法能力輕而易舉地超越同年級的大多數學生，只有少數科目能對她造成挑戰。妙麗在普等巫測（O.W.Ls）的10個科目中，當中有9個科目取得傑出成績，有1個科目更是超出預期。她是哈利同屆最優秀的學生，並且在課堂上多次成為第一個掌握咒語，甚至是高年級魔咒的學生。她在鄧不利多的軍隊的假加隆硬幣上變出一個多身咒（Protean Charm）—在超勞巫測（N.E.W.Ts）期間就證明了這一點。她也是同齡的學生當中，第一個能夠施展非語言咒語的人。妙麗亦是個有能力的決鬥者。羅琳曾說過，雖然在首三輯小說中，妙麗本可以在任何魔法決鬥中擊敗哈利，但到了第四輯小說時，哈利在黑魔法防禦術方面變得如此出色，以致他能夠擊敗妙麗。
妙麗對於那些不是透過書本或正規培訓學習的科目上往往表現不佳，就如一年級的時候，掃帚飛行對她來說並不像哈利那樣自然，而且她對於占卜學沒有任何興趣，所以在三年級的時候便退修該學科。她也不擅長巫師棋，這是她唯一輸給榮恩的事情。
妙麗的護法為水獺，那是作者羅琳最喜歡的動物。在《死神的聖物》小說中，當哈利三人偽裝進入魔法部時，妙麗冒充的人是瑪法達·霍普克（Mafalda Hopkirk）。她魔杖的杖芯由藤木和龍的心弦製成；藤木是凱爾特日曆上妙麗虛構的出生月份（九月）所屬的木材。

## 寫照

### 電影系列
艾瑪·華森在所有八部哈利波特系列電影中都飾演了妙麗。艾瑪的牛津戲劇導師，對她在學校的戲劇表演留下了深刻的印象，於是把她的名字傳給了《神秘的魔法石》的選角經紀人。儘管艾瑪認真對待她的試鏡，但她「從未真正認為自己有任何機會」獲得這個角色。製片人對艾瑪的自信印象深刻，她的表現超越了其他數千名申請該角色的女孩。
羅琳本人在第一次螢幕測試對艾瑪給予幫助。當被問及她認為演員是否適合角色時，羅琳說：「是的，我們做到了。尤其是艾瑪·華森，當我第一次跟她交談時，她與妙麗非常非常的相像，我打從第一通電話開始便知道她是最佳人選。」
艾瑪於第一部電影中受到好評；《IGN》甚至評論說：「從妙麗·格蘭傑對她最後一幕的完美介紹，屈臣比我想像的還要好。她搶盡了風頭。」《IGN》還寫道，她「對妙麗敏銳的寫照經已成為了粉絲的最愛。」
哈利波特系列電影的編劇史提夫·克羅夫斯於2003年的一次採訪中透露，妙麗是他最喜歡的角色，「她敏銳的才智，加上完全不了解她有時會如何影響別人，我只是覺得寫作很有魅力，讓人無法抗拒。」
在的製作之前，艾瑪曾經考慮不回歸劇組，但最終決定「利大於弊」，因為她不忍心看到其他人扮演妙麗。
艾瑪曾指妙麗是個讓「大腦比美貌還酷」的角色，儘管她「在社交方面有點笨拙」，但她「並不為自己感到羞恥」。在拍攝時，艾瑪「堅持」指她不像妙麗，但她反映「隨著自己年齡的增長，我意識到她是一個女孩所能夠擁有最偉大的榜樣」。
2007年，在上映之前艾瑪說：「媒體上愚蠢的女孩太多了。妙麗並不害怕變得聰明。我認為有時候真正聰明的女孩，正把自己變得愚笨了點，那很糟糕。當我9歲或10歲的時候，人們試圖讓我看起來像個書呆子，我感到非常沮喪，但現在我非常喜歡它。我覺得變美的壓力太大了，妙麗不會在乎她長得甚麼樣子。」

### 舞台系列
在舞台劇《哈利波特－被詛咒的孩子》中，妙麗一角由生於斯威士蘭的女演員諾瑪·杜梅茲韋尼飾演，她於《日光下的葡萄乾》中飾演蓮達（Linda），以及曾經演出《那天晚上有個人類死了》。杜梅茲韋尼把這個角色形容為一種「特權與責任」，並說「我們都渴望成為妙麗」。對於選擇一位黑人女演員來飾演這個部分引發了社交媒體的批評，羅琳被形容為「一群種族主義者」，並補充指這些小說從未明確提及她的種族或膚色（雖然她確實曾在《阿茲卡班的逃犯》中寫道，「妙麗那白色的臉從樹後伸出來。」），而且她在粉絲創作中被描繪成黑人。杜梅茲韋尼本人稱這種強烈反對「如此缺乏想像力」，並指「很多年輕的演員告訴我，他們很高興我飾演妙麗，因為可以在舞台上看到他們自己的影子。」
杜梅茲韋尼的演出得到稱讚，《獨立報》評論指她「作為一個嚴格的女巫，她表現得極好。」在2017年勞倫斯·奧利弗獎上，杜梅茲韋尼因飾演妙麗這個角色而獲得最佳女配角。

## 相關情節

### 神秘的魔法石
妙麗首次出現於霍格華茲特快列車上跟哈利·波特和榮恩·衛斯理相遇，當時她以高傲及無所不知的姿態出現，並嘲笑榮恩無法施展咒語讓他的老鼠變成黃色，使榮恩和大多數同學一樣不喜歡她，他更表示不願跟妙麗分配到同一學院。妙麗經常宣稱自己背誦了所有教科書，來證明自己知道多少的事情，她經常用她的知識惹惱她的同學，所以哈利與榮恩最初認為她為人傲慢，尤其是在她批評榮恩施展的懸浮咒之後）。兩人由衷地不喜歡她，直至二人奮力把她從山怪手中解救出來，她對此非常感激，以至於在麥教授撒謊來為兩人辯護，保護他們避免受罰，從而三人結為好友，然而妙麗和榮恩的個性使他們常常爭吵。其後，二人慢慢意識到妙麗的感受，和妙麗來自麻瓜家庭所受到的壓力，對妙麗漸漸改觀。後來妙麗以咒語擊敗了緊縮的植物—魔鬼網（Devil's Snare），並運用其邏輯能力讓三人組解決取得魔法石過程中的難題。在學年末的尋找魔法石的行動中，妙麗成為了尋找魔法石地點的主力，也記住哈利對賽佛勒斯·石內卜的懷疑，對石內卜抱持警惕。她向哈利及榮恩透露，她在圖書館做了很多研究，這有助她擊敗魔鬼網；妙麗的智慧和邏輯也協助哈利通過所有謎題，包括石內卜的魔藥難題。
作者羅琳於其網站上說，她拒絕了編輯要求刪除山怪場景的要求，指出「妙麗在早期《神秘的魔法石》中非常傲慢和令人討厭，以至於我真的覺得需要一些大事件才能讓她與哈利及榮恩走到一起。」

### 消失的密室
眾人已升到二年級，由於吉德羅·洛哈寫了該小說及電影中所有黑魔法防禦術所需的書籍，因此讓妙麗和榮恩的母親茉莉·衛斯理、霍格華茲的許多女學生一起對這位新任的黑魔法防禦術教授產生了好感。一次，在葛萊分多跟史萊哲林爭執魁地奇場地練習權時，妙麗為葛萊分多隊辯護。此時跩哥·馬份稱妙麗為「麻種（Mudblood）」—這是對麻瓜出身的巫師相當侮辱的綽號。爭執中, 榮恩為馬份對朋友妙麗使用侮辱的綽號，想用魔法懲罰馬份時，他壞掉的魔杖將魔法反彈，使榮恩從口中不斷吐出大鼻涕蟲。
後來妙麗得知麻種的真正意思後，感到魔法世界中的歧視十分嚴重，輾轉之下讓她全力找出打開秘室之人，以制止針對麻瓜的攻擊行為。妙麗懷疑馬份就是打開密室的人，於是她費盡心思為三人組調製他們所需的「變身水」以偽裝成馬份的室友，以便混進史萊哲林交誼聽，打探有關重新打開密室的史萊哲林傳人的真相。然而，由於妙麗從史萊哲林的女同學米莉森·伯斯德（Millicent Bulstrode）的長袍上拔下頭髮後，不慎混了貓毛而被送到校內的醫院側翼治療，讓她無法加入哈利與榮恩的調查行動（該效果需時幾星期才能完全消失）。後來霍格華茲裡發生人們被石化的事件，妙麗於圖書館內研究時，發現攻擊者的真面目—蛇妖的方法後就被石化了。儘管她在醫院病房裡無能為力，但哈利及榮恩憑著她發現並留下的訊息，以及湯姆·瑞斗的日記，成功地解開了密室之謎。妙麗於哈利成功消滅蛇妖後康復，然而當她得知學校所有年終考試都被取消（作為學校的款待）時讓她極煩惱。

### 阿茲卡班的逃犯
三年級是妙麗備受嚴重考驗的一年，由於選修課程過多，她對西碧·崔老妮教授的占卜學大為反感，最終放棄修讀此門學科；麥教授偷偷把一個時光器借給妙麗使用，好讓她能夠及時回到過去，並趕上她繁重的各學科的課程（儘管這直到最後兩章才透露）。妙麗跟她最要好的兩個朋友之間的關係變得很緊張：她懷疑哈利於，聖誕節收到的禮物—飛天掃帚「火閃電」是天狼星·布萊克的陰謀並將其告知麥教授，使得該掃帚被無限期沒收，以檢查是否有黑魔法的痕跡；妙麗作為自己的生日禮物而購買的貓—歪腿經常企圖攻擊榮恩的寵物老鼠斑斑，榮恩認為歪腿應該為斑斑的失蹤而負上責任，而妙麗則堅決認為歪腿是無辜的，也因證據不足而據理力爭，使二人陷入冷戰。
在由賽佛勒斯·石內卜代替雷木思·路平上課時，妙麗試圖在沒有其他學生願意回應下，積極回應老師提問。石內卜稱妙麗為「令人難以忍受的萬事通」，並以妙麗說話不順眼為由懲罰葛萊分多學院。在完成石內卜的課堂作業後，她正確地推斷出路平是狼人的真相，並決心為他保守秘密。歪腿在揭露斑斑的真正身份是彼得·佩迪魯的過程中，發揮了重要作用—他發現路平和彼得·佩迪魯是哈利的父母詹姆·波特與莉莉·波特的昔日好友，佩迪魯在夫婦二人被謀殺的當晚向佛地魔透露了他們的下落，並且把罪名轉嫁到天狼星·布萊克（哈利的教父）身上，使他成為阿茲卡班監獄的囚犯。妙麗和哈利三人最後得知布萊克並非壞人，她使用麥教授的時光器跟哈利營救魯霸·海格的寵物—巴嘴的性命，並讓天狼星逃離趕到霍格華茲執行刑罰的催狂魔，完成了鄧不利多校長對她的囑托。

### 火盃的考驗
這年是英國首次主辦的魁地奇世界盃，妙麗是保加利亞魁地奇天才球員維克多·喀浪的球迷。魁地奇世界盃開鑼，她跟哈利獲榮恩一家邀請去看比賽。期間營地於傍晚發生混亂，佛地魔的黑魔標記出現於半空，哈利被誤會是佛地魔的黨羽，後來才得以澄清。霍格華茲於那年獲選成為「三巫鬥法大賽」的主辦學校，一眾同學感到興奮不已。聯校於聖誕前夕舉辦了一個聖誕舞會，榮恩在挑選聖誕舞會的舞伴時，嘲笑不會有人選妙麗，讓她大受傷害。然而當喀浪邀請她當舞伴，妙麗高興地答應了。當她教喀浪朗讀她的名字時，其名字的正確發音（Her-my-oh-nee）被加插至情節之中；然而喀浪最多只能把它讀成「Herm-own-ninny」，但她對此認為沒有任何問題。
由於四年級的哈利以最年輕的資格參賽，讓記者麗塔·史譏不斷捏造關於哈利與妙麗的不實謠言，使她不勝其煩。妙麗於聖誕舞會上一改往日形象並盛裝出現，讓眾人眼前一亮，榮恩更是吃醋。後來在榮恩指責她「通敵」後，二人發生了激烈的爭吵，二人當晚不歡而散。在小說中，當她說榮恩不能「待她就像女孩一般」，但喀浪則可以的時候，暗示著妙麗對榮恩的感情。妙麗於三巫鬥法大賽中支持著哈利，並協助他為每項任務做準備。在三巫鬥法大賽中的第二項任務，她跟榮恩被挑選被困於湖底作為對參賽者的考驗。在第二個任務結束後，喀浪問及妙麗於暑假期間到保加利亞跟他見面，但她婉言謝絕了。在學期快要結束時，妙麗發現不實小報記者麗塔·史譏是未經註冊的化獸師。在三巫鬥法大賽期間，化成甲蟲到處竊聽，並發表毀謗她跟哈利、海格的報導。妙麗因此將化成甲蟲的麗塔·史譏囚禁在一個罐子裡，並以此威脅麗塔·史譏若再發表毀謗不實的報導，就要將她的秘密（未經註冊的化獸師）公開。妙麗還在罐子上施以牢固咒，避免麗塔·史譏再次變形，並希望藉此改掉麗塔·史譏毀謗和侮辱別人的惡習。此事件展現妙麗的細心、機智、和成熟的談判手腕。
四年級的妙麗注意到家庭小精靈所遭受到的不公平對待，於是她決定成立組織「家庭小精靈福利促進協會」，該協會的目的是希望讓家庭小精靈獲得自由，然而該協會的簡稱「S.P.E.W.」不幸地與英語的「吐」有著相同的意思，這一點偶爾會遭到榮恩嘲笑。

### 鳳凰會的密令
五年級的妙麗與榮恩分別成為了葛萊分多的男女級長，二人跟露娜·羅古德成為了朋友。但在妙麗譴責露娜父親的刊物《謬論家》為「人人都知道《謬論家》的垃圾」後，他們之間的友誼開始得並不順利。妙麗成立的「家庭小精靈福利促進協會」成效不彰，由於她不停地製作衣帽想讓一眾家庭小精靈得到自由，然而卻造成家庭小精靈們拒絕為葛萊分多塔打掃，只有小精靈多比繼續為葛萊分多塔服務。此時巫師社會傳來，對鄧不利多校長與哈利「佛地魔經已重生並回歸」聲明的不信任，一直支持著哈利的妙麗還痛斥其室友文妲·布朗相信《預言家日報》關於哈利捏造佛地魔捲土重來的指控。魔法部同時阻止任何巫師散播有關佛地魔歸來的消息，故安排魔法部官員桃樂絲·恩不里居成為駐校教授，教授黑魔法防禦術。
榮恩跟妙麗大部分時間都在爭吵，這可能是由於他們對彼此越來越浪漫的情感，但二人對哈利表現出持續的忠誠。該系列的一個轉折點是，妙麗構思著無視「魔法部只教授學生黑魔法防禦術的基本理論，卻拒絕讓學生實踐」的言詞，讓哈利於課餘時間，秘密教授黑魔法防禦術，讓少部分同學能實際演練魔法，她更提議成立黑魔法的防禦術聯盟。妙麗得到意想不到的響應，這群學生組成了一個稱為鄧不利多的軍隊的秘密地下組織。面對恩不里居不合理的訂立規則，隨意解僱老師，隨意在學生身上使用暴力，權力凌駕於校長鄧不利多之上等問題，妙麗作為處事盡忠職守的女級長，承認在她的好學生作風外，也需要一些「叛逆的感覺」。
得知「鄧不利多的軍隊」的存在，恩不里居教授隨即下令嚴禁學生自行組織社團。她更以一些手段作為對抗，包括招募了一群學生作為監視。以寡敵眾的「鄧不利多的軍隊」也只好沉著應對。後來，妙麗跟鄧不利多的軍隊成員參與了神秘事務司之戰，妙麗被食死人安東寧·多洛霍夫(Antonin Dolohov，皇冠文化出版公司譯名)的咒語重創，但後來完全康復過來。事件結果死傷不少，當中包括天狼星·布萊克。事後魔法部長夫子才趕到，面對著佛地魔出現的眼前景況，他也不得不承認佛地魔經已回來的事實。
五年級學期末，恩不里居教授遭徹職查辦，鄧不利多恢復了其校長的權力，他讓校內所有的考試取消，霍格華茲也回復了原狀。

### 混血王子的背叛
六年級的妙麗因成績優異, 獲得新任魔藥學教授赫瑞司·史拉轟的賞識，並被教授邀請加入他的「史拉轟俱樂部（Slug Club）」。妙麗對榮恩的感情不斷地加深，她內心喜歡榮恩奈何不敢表白。她也在很多行為上幫助榮恩，例如她對考邁克·麥克拉根（Cormac McLaggen）施展迷糊咒，替榮恩保住其魁地奇球隊中的位置，導致考邁克於看守手的選拔賽中，錯過了最後一次撲救的機會而落選；她也決定在史拉轟的聖誕派對上邀請榮恩結伴出席，然而他卻跟文妲·布朗交往，藉此報復妙麗在幾年前親吻了維克多·喀浪。吃醋的妙麗因此經常嘲弄榮恩的笨拙，並試圖在聖誕派對上跟考邁克約會作為報復。然而因為考邁克挺惹人厭，妙麗不得不中途甩掉他。妙麗不想見到榮恩和文妲甜膩膩地在一起，常常找機會避開他們兩個。然而在一次看見榮恩和文妲緊緊擁在一起，難捨難分的樣子，妙麗難過又生氣地施展「衝衝攻」，讓小黃鳥像子彈般攻擊榮恩。妙麗和榮恩的僵持狀況持續著，直到榮恩在生日當天喝下有毒的蜂蜜酒差點喪命，妙麗衝到校醫院探望榮恩，才漸趨和緩。
小說中有一個子情節，指妙麗跟哈利於魔藥學課堂上處於競爭關係。哈利意外使用了一本署名為混血 王子的舊魔藥學課本，而混血 王子課本上的註解和偷吃步的小技巧，讓哈利的魔藥學表現比妙麗還要出色。這使常常在各項科目都表現優異的妙麗很挫折。哈利對這本混血 王子的課本很著迷，經常攜帶在身邊研究。然而妙麗卻對這位混血 王子在課本上註記的非正規的咒語感到不安，也追著去調查這位混血 王子的身分（這位混血 王子其實是石內卜）。這學年的重點課程之一便是要學習現形術，而妙麗於三人組中是唯一成功通過考試的（榮恩失敗了，而哈利因太年輕而未能通過）。鄧不利多被石內卜殺死後，榮恩和妙麗都發誓著不管發生何事也要待在哈利身邊。

### 死神的聖物

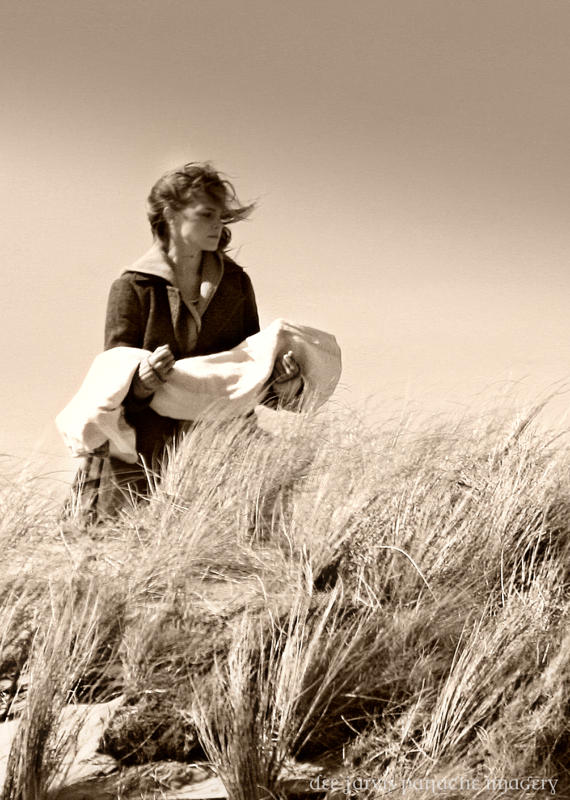
妙麗抬著多比的遺體。

在第七集及最後一輯小說及電影《死神的聖物》中，妙麗與榮恩陪伴著哈利前往尋找並摧毀佛地魔餘下的分靈體。在出發前，妙麗在其父母身上施展了記憶咒，修改了其父母的記憶，讓他們倆忘卻她這個女兒並改名換姓，相信自己為溫德爾和莫妮卡·威爾金斯（Wendell and Monica Wilkins），他們一生的志向就是移居澳洲，藉此庇護雙親。
妙麗從鄧不利多的遺贈中，得到了他以古代神秘文字編寫的《吟遊詩人皮陀故事集》版本，這讓她能夠破解死亡的聖物中的一些秘密。因為鄧不利多認為根據妙麗的個性，她並不會相信這些神話般的故事，故藉此來阻止（牽制）哈利，以免哈利因埋首死神的聖物而迷失。在洞穴屋時，妙麗為三人的出發以及旅程作好準備，在一個串珠小包，施了無限伸展咒。這樣她就可以攜帶自己、榮恩、和哈利三人尋找分靈體期間必備的物品，包括哈利的隱形斗篷。
在旅程期間，妙麗多次運用智慧和驚人的魔法技巧來解決難題，解救同伴；她也常常提醒哈利不要執著得到死神的聖物，應該以找尋並銷毀分靈體為重。她於高錐客洞從佛地魔及他的蛇妖娜吉妮手上以爆爆炸（Confringo）救了哈利與自己的性命，然而過程中卻把哈利的魔杖折斷了。
當妙麗、榮恩及哈利被一群根據魔法部命令尋找麻瓜出身者的掠奪者（Snatchers）抓獲時，妙麗利用蜇人咒（Stinging Jinx）把哈利的臉暫時毀了，使他能偽裝成別人。她還試圖冒充霍格華茲前混血學生潘妮·清水（Penelope Clearwater）以避免受到迫害，然而他們被認出後，被帶到馬份莊園。食死人貝拉·雷斯壯以酷刑咒折磨她，以試圖得知妙麗、榮恩及哈利是如何擁有葛萊分多寶劍的信息（這把劍理應安全地存放在雷斯壯於古靈閣的保險庫裡）。雷斯壯立刻命令精靈拉環，檢查這把劍並判斷它是真的還是假的。為了營救妙麗，哈利說服他對貝拉·雷斯壯指這把劍是假的。當其他人逃離牢房時，貝拉·雷斯壯威脅要割斷妙麗的喉嚨。妙麗、榮恩、哈利以及其他被關押在馬份莊園的人最終被多比救了出來。然而多比於逃脫期間卻不幸遭貝拉·雷斯壯所扔出的刀剌中死亡。
之後妙麗以變身水冒充貝拉·雷斯壯、夥同榮恩及哈利，從古靈閣中，把赫夫帕夫的金盃盜走。三人組於霍格華茲大戰中回到鄧不利多的軍隊中，榮恩模仿哈利的爬說嘴打開秘室的門，而妙麗在密室中以蛇妖的毒牙摧毀了赫夫帕夫的金盃。妙麗跟榮恩在這場戰鬥之後分享了他們的初吻。在霍格華茲大戰於交誼廳的最後一戰中，妙麗在金妮·衛斯理和露娜·羅古德的協助下一起跟貝拉·雷斯壯展開決鬥，然而三人都無法擊敗貝拉·雷斯壯。當貝拉使用殺戮咒差點打中金妮時，愛女心切的茉莉·衛斯理命令所有人讓開，與貝拉對決，最終貝拉死亡。

### 後記
故事的尾聲，在佛地魔敗亡的19年後，妙麗替榮恩誕下了一女一子，他們分別為露絲·格蘭傑─衛斯理和雨果·格蘭傑─衛斯理。雖然結尾並沒有明確地指妙麗跟榮恩結婚了，但新聞文章和其他來源將其視為事實。羅琳於訪談中提及妙麗於霍格華茲大戰後回到學校就讀七年級（然而哈利及榮恩則沒有），畢業後於魔法部擔任魔法法律執法司擔任副主管。
妙麗於舞台劇《哈利波特：被詛咒的孩子》中升任為魔法部部長，接替金利·俠鉤帽，成為了首位麻瓜出身的魔法部部長。
2014年2月，艾瑪·華森替英國雜誌《Wonderland》專訪了羅琳，羅琳认为，他们 "也许可以 "接受一些婚姻咨询，因为榮恩需要解决他的自尊问题，而妙麗则需要学会不那么挑剔。她最后说，就像她自己一样，拘谨的妙麗对幽默风趣的男人也有真正的弱点。最后，羅琳表示，她不后悔把他们放在一起，并表示两人相互平衡，真心相爱。

## 迴響及評價
妙麗·格蘭傑被許多人視為女權主義的偶像。在《象牙塔與哈利波特》—《哈利波特》系列的第一本書籍長度分析（由 Lana A. Whited 編輯和編譯），其中一章由伊麗莎·T·德雷桑題為《妙麗·格蘭傑與性別遺產》中，討論了妙麗於該系列中的角色，以及她與女權主義辯論的關係。該章節首先分析了妙麗的名字，和歷代同名人物在神話和小說中的作用，以及妙麗因其名字而從這些人物身上繼承下來的遺產。德雷桑還強調了妙麗跟羅琳本人的相似性，以及由於妙麗具有羅琳本人的一些屬性，她必須是一個堅強的角色。這一章節還指出的事實是，儘管生於麻瓜父母，妙麗的魔法能力是與生俱來的。她的「強制學習」有助於角色的發展，這讓她成為「信息帶來力量的典型例子」以及該系列的情節，因為她對魔法世界的了解經常被用於「拯救這一天」。德雷桑指「哈利和榮恩對妙麗的依賴多於她對二人的依賴。」然而，她也評論指妙麗的「歇斯底里和哭泣發生得太頻繁了，以至於不能被認為是妙麗性格發展的可信部分，並且完全不符合她在書中的核心角色。」
《UGO網絡》把妙麗列作一個他們的「有史以來最佳的英雄」之一，並說：「我們大多數人可能都記得我們在文法學校時有一個像妙麗般的同學」—一個「起初可能有點讓人反感，但一旦你了解她後，她就不會是你身邊的壞小妞」。《IGN》選把妙麗列為他們的「哈利波特人物首25名」中名列第二位，並稱讚其個性發展。2016年，《荷里活報道》對包括演員、作家和導演在內的荷李活專業人士進行了一項民意調查，調查他們一直以來最喜歡的女性角色，妙麗於該民意調查中名列前茅。在《帝國雜誌》選出的「最偉大的25個《哈利波特》人物」中，妙麗·格蘭傑名列第四位，僅次於石內卜教授、榮恩與哈利。
堪薩斯州立大學的菲利普·尼爾指出，「曾經在國際特赦組織工作的羅琳，透過妙麗對受壓迫精靈的熱情，以及其『家庭小精靈權益促進會』的成立，喚起了她的社會運動主義。」然而，在對於《死神的聖物》的分析中，羅蘭·曼夫羅普（Rowland Manthrope）指，「在七部小說中，我們仍然只知道她是個聰明伶俐、通情達理的妙麗—是個誇張的模仿描述，而不是一個角色。」

## 流行文化
妙麗在許多草圖和動畫系列中曾經被戲仿。
- 蓮茜·露漢曾於《週六夜現場》扮演妙麗[107]；
- 阿利斯泰爾·麥高恩（英语：Alistair McGowan）在他的節目《大印象（英语：The Big Impression）》中作了一個名為《路易斯·波特與哲學家的鬆餅[108]》的小品，它以妮琪拉·羅遜作為妙麗為特色[109]；
- 《喜劇救濟》於2003年演出了一個名為《哈利波特與阿塞拜疆的秘密大壺[110]》的惡搞故事，當中在哈利波特系列電影中飾演麗塔·史譏的美蘭達·理察於該故事中飾演妙麗[111][112]；
- 妙麗還在喜劇小品《All That（英语：All That）》中的「哈利球膽（Harry Bladder）」的草圖裡出現，當中她由麗莎·福爾斯（英语：Lisa Foiles）飾演，並以赫海尼（Herheiny）的身份出現；
- 澳洲的喜劇小品《The Wedge（英语：The Wedge (Australian TV series)）》中，戲仿著被石內卜抓住之前，妙麗跟哈利於《與...一起烹飪（Cooking With...）》節目中相愛[113]；
- 妙麗還在猶他州沙漠之星劇院（英语：Desert Star Theater）上演的一齣戲劇《哈利普特：伙計，我的魔杖在哪裡？[114]》中以妙麗·遊俠（Hermione Ranger）的身份出現，該戲劇由蘿拉·J·路易斯、艾美·K·路易斯和安娜·M·路易斯姐妹三人撰寫[115][116]；
- 2008年的美國喜劇電影《乜都得先生》中，打扮成妙麗的艾莉森（素兒·達莎妮 飾）陪同著卡爾（占·基利 飾）參加一個哈利波特主題派對。
- 《哈利·蓋弗（Harry Cover）》，在一部由皮埃爾·維斯（Pierre Veys）戲仿著《哈利波特》系列的法國漫畫（隨後被翻譯成西班牙語和英語），妙麗作為哈利·蓋弗的朋友出現[117]；
- 妙麗還出現於尼爾·西塞雷加（英语：Neil Cicierega）的《波特木偶夥伴（英语：Potter Puppet Pals）》的草圖中。
- 妙麗於星童製作（英语：StarKid Productions）的《非常波特的音樂劇（英语：A Very Potter Musical）》、《非常波特的音樂劇續集（英语：A Very Potter Sequel）》和《非常波特的高年級（英语：A Very Potter Senior Year）》，首兩齣由邦妮·格魯森（Bonnie Gruesen）飾演妙麗，而梅雷迪思·斯蒂芬（Meredith Stepien）則在第三齣飾演。
- 由粉絲創作的網絡系列《妙麗·格蘭傑與四分之一生命危機（英语：Hermione Granger and the Quarter Life Crisis）》，妙麗成為了當中的焦點。
- 台灣創作者BrotherOnly×Web［牛魚］ （页面存档备份，存于）則是透過同人創作，將妙麗跟跩哥·馬份湊成一對情侶。

## 外部連結
- 網際網路電影資料庫上妙麗·格蘭傑的資料（英文）
- 哈利波特辭典：妙麗·格蘭傑（页面存档备份，存于）（英文）
- J.K.羅琳官方網站 - 額外內容：妙麗·格蘭傑（页面存档备份，存于）（英文）
- 新浪網：《哈利-波特6》人物介绍--赫敏格兰杰（页面存档备份，存于）
- 妙麗·格蘭傑（页面存档备份，存于）在哈利波特中文維基上的條目